# Magnolia mariusjacobsia
Espèce
Statut de conservation UICN

 DD  : Données insuffisantes
Magnolia mariusjacobsia est une espèce de plantes à fleurs de la famille des Magnoliaceae. C'est un arbre trouvé à Bornéo.

## Description
C'est un arbre.

## Répartition et habitat
L'espèce est présente à Bornéo (Sarawak: Kapit). 
Elle pousse en milieu tropical humide.